# 北欧女神 负罪者
《北欧女神 负罪者》是電子角色扮演遊戲系列女神戰記的第三作。遊戲由tri-Ace開發，史克威爾艾尼克斯於任天堂DS平臺發行。遊戲於2008年11月在日本發行，2009年3月在北美和歐洲發行，2009年4月在澳洲發行。

## 開發
如同之前的女神戰記遊戲，櫻庭統繼續為遊戲配樂。原聲專輯與2008年11月5日發行。同日還有Team Entertainment的編曲專輯發行。

## 評價
《女神戰記 負罪者》普遍獲得積極評價。

遊戲日本首銷售週銷量8萬，登上榜單第二位。遊戲是日本2008年第97暢銷遊戲，銷量136,948份。截至2009年5月31日，遊戲在全球售出23萬。《Hyper》的丹尼爾·威爾克斯稱讚遊戲「非常黑暗的基調，以及遊戲設備、軍力的長期戰略」，但批評了遊戲的「懲罰和陡峭的難度曲線」。

## 外部連結
- 官方网站 （日語）
- 官方网站 （英文）